# Xã Victor, Quận DeKalb, Illinois
Xã Victor (tiếng Anh: Victor Township) là một xã thuộc quận DeKalb, tiểu bang Illinois, Hoa Kỳ. Năm 2010, dân số của xã này là 299 người.